# سامي عبد القادر المفتي
سامي ابن عبد القادر المفتي ابن محمود ابن احمد (مواليد 1903م)، كان عسكري عراقي ومرافق للملك غازي الأول.

## ولادة ونشأة
ولد سامي في مدينة مندلي سنة 1903 في محلة النقيب، كان والده السيد عبد القادر مفتي المدينة وكذلك جده محمود وجده الأكبر احمد.
توفي والده عبد القادر عندما كان سامي عمره سنتين. وقد انتقلت والدته إلى بيت ابيها السيد علي النقيب بعد وفاة زوجها عبد القادر المفتي.
وهكذا عاش سامي في كنف جده. وفي طفولته تعلم القرآن ومبادئ القراءة والكتابة على يد الملا. وعندما بلغ السابعة من عمره دخل مدرسة المندلي الابتدائية وتخرج منها بعد ست سنوات.
وفي هذه الفترة من حياته جاء جعفر العسكري إلى مدينة المندلي ونزل ضيفا في بيت خاله السيد ياس واخيه عزالدين النقيب. وعندما شاهد سامي قال لهم انه يريد ادخاله إلى المدرسة العسكرية فوافقا على ذلك.
جاء إلى بغداد ودخل المدرسة العسكرية فيها في سنة 1925م. وبعد ان قضى ثلاث سنوات في المدرسة العسكرية تخرج فيها برتبة ملازم ثان عام 1927/6/30 وعين في الفوج السادس في مدينة البصرة.

## حياته العسكرية
في 1927/7/1 عمل آمر فصيل في الفوج السادس حتى 1931/8/22 ثم رفع إلى مرتبة ملازم أول واستخدم بمنصب مساعد آمرية المشاة للمنطقة الشرقية من 1933/9/13 حتى 1933/11/1.
نقل بمنصب امير فصيل في المدرسة الملكية 1933/8/4-1935/9/7 ثم رفع إلى رتبة رئيس في 1935/9/8, ونقل إلى منصب آمر سرية في الفوج السادس 1935/11/16-1935/12/14.
وبعد عشرة سنوات من الخدمة العسكرية في الجيش قضاها في وظائف عسكرية مختلفة نقل إلى مرافق رئيس الوزراء ووكيل وزير الدفاع جميل المدفعي بتاريخ 1937/10/6 التي جائت وزارته في 17 آب 1937 بعد مقتل بكر صدقي, وبقي سامي في هذا المنصب حتى 1938/7/5.
نقل إلى منصب مرافق جلالة ملك العراق بتاريخ 1938/7/6-1939/6/30.
رفع إلى رتبة رائد بتاريخ 1939/9/8-1940/4/17.
تعين مديرا للتربية والتدريب العسكري في وزارة المعارف من 1940/6/18-1941/5/23 ونقل إلى آمر سرية في الكلية العسكرية لضباط الاحتياط من 1941/5/24-1941/6/2.
رجع لمنصب مرافق لرئيس الوزراء جميل المدفعي من 1941/4/3-1943/5/30, ورجع بعدها إلى آمر سرية الآحتياط في الكلية العسكرية لشهر من 1943/7/8-1943/8/27, نقل إلى منصب آمر الانضباط العسكري بتاريخ 1943/8/24-1943/11/1.
رفع إلى منصب مقدم من 1943/11/2-1944/8/25, ونقل إلى منصب مدير تجنيد منطفة الديوانية بتاريخ 1947/8/21-1952/6/30.
احيل على التقاعد في 1952/6/28 وانفك في 1952/7/1 ومنح اجازة لمدة 118 اعتبارا من 1952/7/1-1952/10/26.